# L'Ampolla
L'Ampolla és un municipi de la comarca del Baix Ebre. Forma part de l'Associació de Municipis per la Independència. Es va crear el 1990 per la secessió del municipi del Perelló.

## Geografia
- Llista de topònims de l'Ampolla (Orografia: muntanyes, serres, collades, indrets…; hidrografia: rius, fonts…; edificis: cases, masies, esglésies…).

## Demografia
| 1920 | 1930 | 1940 | 1950 | 1960 | 1970 | 1981 | 1990 | 1992  | 1994  |
| ---- | ---- | ---- | ---- | ---- | ---- | ---- | ---- | ----- | ----- |
| -    | -    | -    | -    | -    | -    | -    | -    | 1.593 | 1.593 |

| 1996  | 1998  | 2000  | 2002  | 2004  | 2006  | 2008  | 2010 | 2012  | 2014  |
| ----- | ----- | ----- | ----- | ----- | ----- | ----- | ---- | ----- | ----- |
| 1.667 | 1.701 | 1.831 | 1.988 | 2.294 | 2.613 | 2.947 | 3540 | 3.606 | 3.479 |

| 2016  | 2018  | 2020  | 2022  | 2024  | 2026 | 2028 | 2030 | 2032 | 2034 |
| ----- | ----- | ----- | ----- | ----- | ---- | ---- | ---- | ---- | ---- |
| 3.322 | 3.280 | 3.277 | 3.563 | 3.681 | -    | -    | -    | -    | -    |

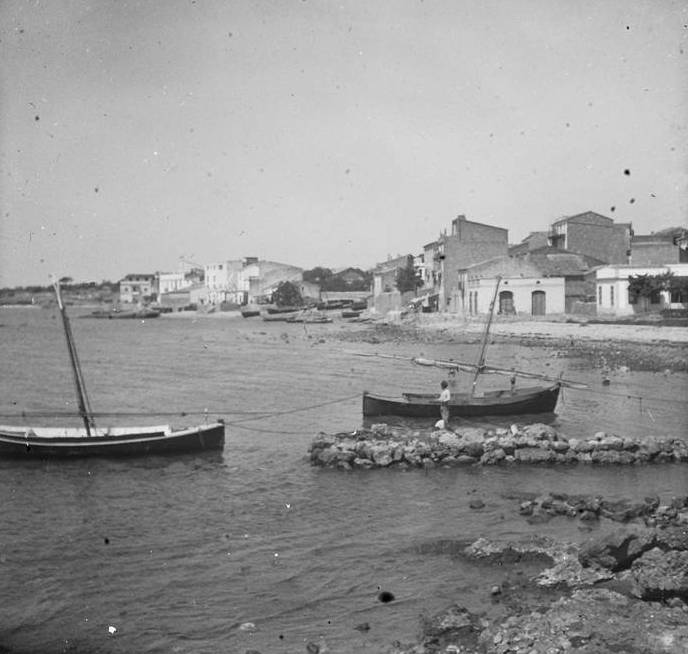
Vista de la platja de l'Ampolla el 1916

El primer cens és del 1991, després de la segregació del Perelló.

### Nuclis de població
- L'Ampolla. Nucli
- Cap Roig. Nucli
- El Roquer. Nucli
- Disseminat de l'Ampolla[3]

Ampollamar és una urbanització situada al sud del poble, a la línia de mar, entre el barranc de Sant Pere, la platja de l'Arenal i la línia FFCC R-16 (Barcelona-Tortosa-Ulldecona).

## Política

### Llista d'alcaldes
| Període     | Alcalde o alcaldessa     | Partit polític   | Data de possessió | Observacions                      |
| ----------- | ------------------------ | ---------------- | ----------------- | --------------------------------- |
| 1979–1983   | n/d                      | n/d              | 19/04/1979        | Pertanyia al municipi del Perelló |
| 1983–1987   | n/d                      | n/d              | 28/05/1983        | Pertanyia al municipi del Perelló |
| 1987–1991   | n/d                      | n/d              | 30/06/1987        | Pertanyia al municipi del Perelló |
| 1991–1995   | Francesc Sancho i Serena | Independent      | 15/06/1991        | --                                |
| 1995–1999   | Francesc Sancho i Serena | Logotip de Ciu   | 17/06/1995        | --                                |
| 1999–2003   | Francesc Sancho i Serena | Logotip de Ciu   | 03/07/1999        | --                                |
| 2003–2007   | Francesc Sancho i Serena | Logotip de CiU   | 14/06/2003        | --                                |
| 2007–2011   | Francesc Sancho i Serena | Logotip de CiU   | 16/06/2007        | --                                |
| 2011–2015   | Francesc Arasa Pascual   | Logotip de CiU   | 11/06/2011        | --                                |
| 2015–2019   | Francesc Arasa Pascual   | Logotip de CiU   | 13/06/2015        | --                                |
| 2019-2023   | Francesc Arasa Pascual   | Logotip de Junts | 15/06/2019        | --                                |
| Des de 2023 | Francesc Arasa Pascual   | Logotip de Junts | 17/06/2023        | --                                |

### Resultats eleccions municipals
Nombre de regidors per partit
| Junts                                                                     | -  | - | - | -  | -  | -  | -  | 7  | 6  |
| PSC                                                                       | 0  | 0 | - | 1  | 1  | 1  | -  | -  | 2  |
| PP                                                                        | 2  | 2 | 3 | 1  | 1  | 2  | 1  | -  | -  |
| ERC                                                                       | -  | - | - | 1  | 2  | 1  | 3  | 3  | 3  |
| ECP                                                                       | 0  | 0 | - | -  | -  | -  | -  | -  | -  |
| CUP                                                                       | -  | - | - | -  | -  | -  | -  | -  | -  |
| VOX                                                                       | -  | - | - | -  | -  | -  | -  | -  | -  |
| C's                                                                       | -  | - | - | -  | -  | -  | -  | 1  | -  |
| CiU                                                                       | 2  | 7 | 6 | 5  | 7  | 7  | 7  | -  | -  |
| Altres                                                                    | 5a | - | - | 1b | -  | -  | -  | -  | -  |
| Total                                                                     | 9  | 9 | 9 | 9  | 11 | 11 | 11 | 11 | 11 |
| a Candidatura Independent per l'Ampolla; b Independents per l'Ebre - FIC; |    |   |   |    |    |    |    |    |    |